# Easington (Durham)
Easington, Easington Village – miasto w Anglii, w hrabstwie Durham. Leży 15 km na wschód od miasta Durham i 373 km na północ od Londynu. W 2011 roku civil parish liczyła 2171 mieszkańców.